# Lista de prefeitos de Atabapo
Esse é a lista de prefeitos do município de Atabapo, estado do Amazonas, Venezuela.

## Prefeitos
| N° | Imagem            | Prefeito          | Período   | Partido |
| -- | ----------------- | ----------------- | --------- | ------- |
| 1  |                   | Nepomuceno Patiño | 1995-2000 | AD      |
| 1  | Nepomuceno Patiño | 2000-2004         | AD        |         |
| 2  |                   | Nelson Cayupare   | 2004-2008 | PPT     |
| 2  | Nelson Cayupare   | 2008-2013         | PPT       |         |
| 3  |                   | Jose Camino       | 2013-2017 | PSUV    |
| 4  |                   | Andres Camino     | 2017-     | PSUV    |